# Piscidia grandifolia
Piscidia grandifolia es una especie de plantas con flores  perteneciente a la familia de las fabáceas.

## Descripción
Son árboles, que alcanzan un tamaño de hasta 20 m de alto; los tallos jóvenes tomentulosos, glabrescentes. Folíolos 9–13, elípticos a obovados, de 4–20 cm de largo y 2–13 cm de ancho, ápice obtuso a subagudo, a veces mucronado, base redondeada a aguda, haz glabrescente, envés tomentoso; estípulas ovadas, 7–8 mm de largo y 4–8 mm de ancho. Las inflorescencias en forma de espigas axilares, con flores 15–18 mm de largo; cáliz 7–8 mm de largo, tomentuloso, lobos agudos; los pétalos blancos a rosados, estandarte glabro por fuera. Frutos 4–15 cm de largo (incluyendo el estípite 5–15 mm de largo) y 1.5–4 cm de ancho (incluyendo las alas de 5–15 mm de ancho y el cuerpo seminífero de 6–10 mm de ancho), tomentosos o velutinos; semillas (1–) 2–7 (–8), 12–13 mm de largo y 5 mm de ancho, café-rojizas.

## Distribución y hábitat
Es una especie común, en los bosques húmedos, semicaducos o de pino-encinos, a una altitud de 1000–1500 metros desde Guatemala a Nicaragua. Sólo una variedad se conoce en Nicaragua.

## Propiedades
Las hojas cocidas se usan para tratar afecciones respiratorias (asma, catarro, gripe, tos, tos ferina), cefalea, dismenorrea, dolores, fiebres, gastritis, insomnio, náuseas y tinea.
La corteza se usa para tratar alcoholismo, asma, bronquitis, cefalea, delirio, dolor de muelas, insomnio, histeria, neuralgia, tos ferina y rabia. La corteza y la raíz se usan para dolores (cabeza, muelas, neuralgia).
Sus frutos se usan como veneno en las flechas. Los textos mayas prescriben la decocción de la hoja en baños con fines medicinales (asma, fiebre, tinea) y tóxicos. La corteza y las hojas se usan para intoxicar peces. Se le atribuyen propiedades analgésicas, anestésicas, antisépticas, ictiotóxicas, insecticidas, midriática, narcótica, purgante, sedante, sudorífica.

## Taxonomía
Piscidia grandifolia fue descrita por (Donn.Sm.) I.M.Johnst. y publicado en Contributions from the Gray Herbarium of Harvard University 70: 71, en el año 1924.
Variedades aceptadas
- Piscidia grandifolia var. glabrescens Sandwith

Nombre común
Se conoce popularmente como: barbasco, chijol, habín, llorasangre, papaché, palo de zope, zopilote.
Sinonimia
- Derris grandifolia Donn.Sm.
- Ichthyomethia grandifolia (Donn.Sm.) S.F.Blake[3]